# 成明郁
成明鬱（?—?），湖南省寶慶府新化縣人，清朝政治人物、同進士出身。
光緒三年（1877年），参加丁丑科殿試，登進士三甲第9名。同年五月，經吏部掣簽，授即用武强县和行唐县知縣。儿子成达陶，孙子为中共人物成仿吾。